# Pfeiferhaus
Pfeiferhaus ist ein Gemeindeteil der Gemeinde Warmensteinach im Landkreis Bayreuth (Oberfranken, Bayern). Pfeiferhaus liegt in der Gemarkung Warmensteinach.

## Geografie
Die Einöde liegt im tief eingeschnittenen Tal der Warmen Steinach und ist allseits vom Sophienthaler Forst umgeben. Ein Anliegerweg führt über Zainhammer zur Staatsstraße 2181 (0,5 km südlich).

## Geschichte
Pfeiferhaus wurde in der ersten Hälfte des 19. Jahrhunderts auf dem Gemeindegebiet von Warmensteinach gegründet.

## Einwohnerentwicklung
| Jahr      | 001861 | 001871 | 001885 | 001900 | 001925 | 001950 | 001961 | 001970 | 001987 |
| Einwohner | 14     | 13     | 6      | 7      | 6      | 3      | 6      | 7      | 4      |
| Häuser    |        |        | 1      | 1      | 1      | 1      | 1      |        | 1      |
| Quelle    | [ 9 ]  | [ 10 ] | [ 11 ] | [ 12 ] | [ 13 ] | [ 14 ] | [ 15 ] | [ 16 ] | [ 1 ]  |

## Religion
Pfeiferhaus ist evangelisch-lutherisch geprägt und nach Zur Heiligen Dreifaltigkeit (Warmensteinach) gepfarrt.